# Stazione di Wiesbaden Centrale

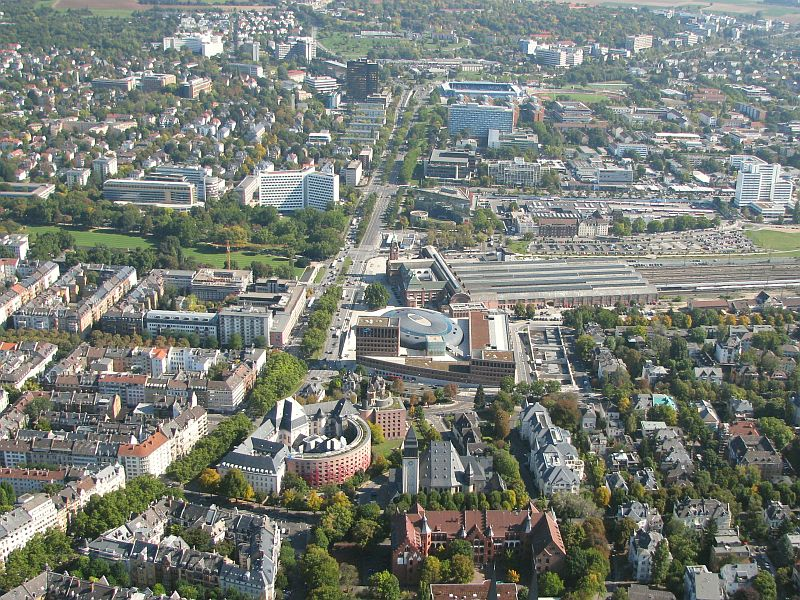
Veduta aerea da stazione principale

La stazione di Wiesbaden Centrale (in tedesco Wiesbaden Hbf) è la principale stazione ferroviaria della città tedesca di Wiesbaden.
È nella corrispondenza con parecchie linee di trasporto urbano (ESWE e S-Bahn). Con 40.000 di viaggiatori al giorno è la stazione seconda più grande trafficata della Assia.